# Inia geoffrensis
El delfín rosado (Inia geoffrensis), también conocido como boto, bufeo, delfín del Amazonas o tonina, es una especie de mamífero cetáceo odontoceto de la familia Iniidae en peligro de extinción. Se conocen dos subespecies: Inia geoffrensis geoffrensis e Inia geoffrensis humboldtiana, las cuales se distribuyen por la cuenca del Amazonas, la cuenca alta del río Madeira y la cuenca del Orinoco, respectivamente. 
Es el delfín de río más grande; el peso de los machos adultos llega a los 185 kg y pueden medir hasta 2,5 m. Como carácter distintivo, los adultos adquieren un color rosado, más acentuado en los machos. Es uno de los cetáceos con dimorfismo sexual más evidente, ya que los machos miden y pesan entre 16% y 55% más que las hembras. Como los otros odontocetos posee un órgano llamado melón que utiliza para la ecolocalización. La aleta dorsal tiene poca altura pero es muy larga y sus aletas pectorales son grandes. Esta característica, junto a su mediano tamaño y la falta de fusión de la vértebras cervicales, le confieren una gran capacidad de maniobra para desplazarse por el bosque inundado y para capturar sus presas.
Posee la dieta más amplia entre los odontocetos; se alimenta principalmente de peces, de los cuales se han identificado 53 especies diferentes, entre los que se encuentran las corvinas, tetras y pirañas. Complementa su dieta con tortugas de río y cangrejos.
Habitan en el curso de los principales afluentes del río Amazonas y el Orinoco por debajo de los 400 m s. n. m.. En temporada de lluvias se desplaza a las áreas inundadas de la selva, donde existe una oferta mayor de alimento. 
En 2008, se le clasificó en la Lista Roja de la UICN como especie con datos insuficientes, debido a la incertidumbre con respecto a la cifra total de la población, su tendencia y el impacto de las amenazas. No ha sido objeto de caza significativa, pero en las últimas décadas, se han convertido en amenazas principales la pérdida del hábitat y las capturas accidentales con elementos de pesca. Por su llamativo tinte rosado, es una de las especies de odontoceto mantenida en cautiverio en varios acuarios del mundo, principalmente en Estados Unidos, Venezuela y Europa; sin embargo, es una especie difícil de entrenar y con una mortalidad alta en cautividad.

## Taxonomía

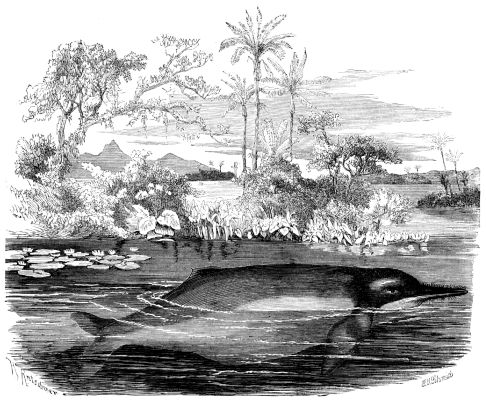
Ilustración de delfín rosado en el texto Brehms Tierleben publicado en la década de 1860.

La especie Inia geoffrensis fue descrita por Henri Marie Ducrotay de Blainville en 1817. Dentro de los odontocetos, el delfín rosado pertenece a la superfamilia Platanistoidea (delfines de río), que está constituida por dos familias: Platanistidae e Iniidae, a la que pertenece el género Inia, del cual es el único integrante. No existe consenso de cuando y cómo penetraron a la cuenca amazónica; es posible que lo hayan hecho hace más de 15 millones de años desde el océano Pacífico, antes de la formación de los Andes o más recientemente desde el océano Atlántico.
Se reconocen tres subespecies: I. g. geoffrensis, I. g. boliviensis e I. g. humboldtiana. Sin embargo, basado en la morfología del cráneo, en 1994 se propuso que I. g. boliviensis se trataba de una especie diferente. En 2002, a raíz del análisis del ADN mitocondrial de especímenes procedentes de la cuenca del Orinoco, el río Putumayo (tributario del Amazonas) y de los ríos Tijamuchy e Ipurupuru, en la Amazonia boliviana, se llegó a la conclusión que el género Inia estaba dividido en por lo menos dos unidades evolutivas: una de ellas restringida a las cuencas fluviales de Bolivia y la otra distribuida ampliamente en las cuencas del Orinoco y Amazonas; sin embargo, hasta 2009 el asunto permanecía sin resolverse.
Dentro de su amplia zona de distribución recibe diferentes nombres comunes: delfín rosado, boto (Amazonia), delfín del Amazonas, bufeo (Colombia y Perú) y tonina (Orinoco).

## Subespecies

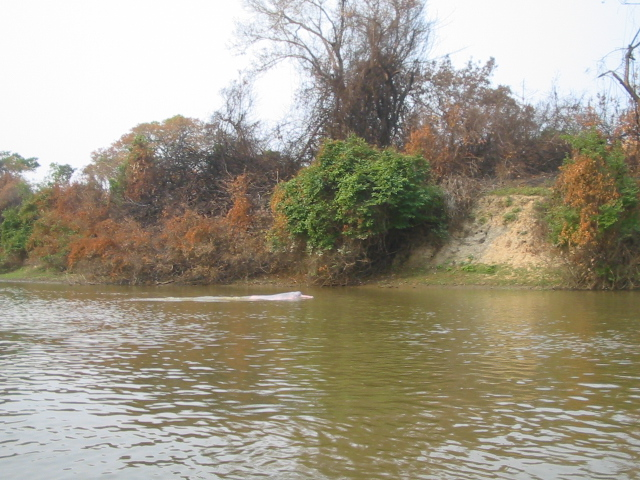
Inia boliviensis en Rurrenabaque, departamento del Beni, Bolivia. Era anteriormente tratado como una subespecie de Inia geoffrensis.

- Inia geoffrensis geoffrensis:[12] habita la mayor parte del río Amazonas, incluyendo los ríos Tocantins, Araguaia, el bajo Xingú y Tapajós, el Madeira hasta los rápidos de Porto Velho, y los ríos Purús, Yuruá, Ica, Caquetá, Branco; y el río Negro a través del canal del Casiquiare hasta San Fernando de Atabapo en aguas del Orinoco, incluyendo su afluente el Guaviare.[13]
- Inia geoffrensis humboldtiana:[14] se ubica en la cuenca del río Orinoco, incluyendo los ríos Apure y Meta.[15] El contacto de esta subespecie con sus relacionados está restringida, al menos durante la temporada seca, por las cascadas del río Negro, los rápidos del Orinoco entre Samariapo y Puerto Ayacucho, y por el canal del Casiquiare.[16]

La tercera subespecie: Inia geoffrensis boliviensis, designada para las poblaciones distribuidas en la cuenca alta del río Madeira, más arriba de los raudales de Teotonio, en Bolivia, se sugirió fuera elevada a especie plena: Inia boliviensis. Sin embargo, debido a la evidencia genética insuficiente y la demostración que los rápidos de Teotonio no garantizan el aislamiento genético con presencia de ejemplares de I. boliviensis en la cuenca baja del río Madeira; la Sociedad de Mastozoología Marina y la IUCN lo siguen considerando como subespecie hasta que no se aporte evidencia concluyente.
Está confinada al río Mamoré y su principal afluente el Iténez, incluyendo la zona baja de sus tributarios entre los 100 y 300 m s. n. m.. Esta especie parece haberse aislado de las poblaciones de Inia geoffrensis a causa de los 400 km de rápidos desde Porto Velho sobre el río Madeira hasta Riberalta sobre el río Beni en Bolivia. Sin embargo, existen delfines rosados de subespecie no determinada en el río Abuná y su tributario el río Negro (Bolivia), el cual penetra en el sistema Madeira/Beni en el límite entre Brasil y Bolivia.

## Descripción

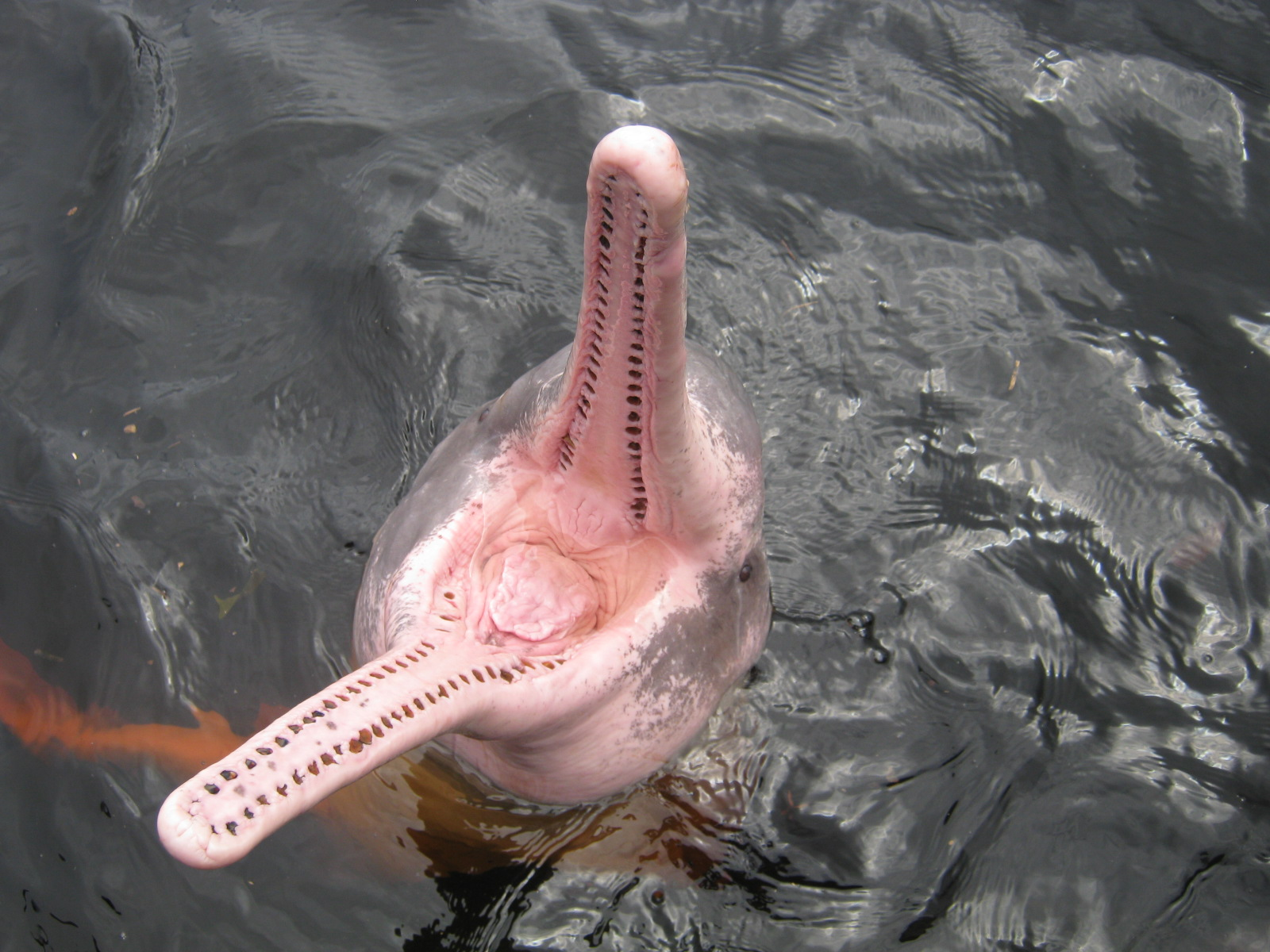
Delfín rosado mostrando la dentadura.

El boto es el delfín de río más grande. Los machos adultos alcanzan una longitud y peso máximos de 2,55 m (promedio 2,32 m) y 185 kg (promedio 154 kg), mientras, las hembras llegan a medir y pesar hasta 2,15 m (promedio 2,00 m) y 150 kg (promedio 100 kg). Es uno de los cetáceos con dimorfismo sexual más marcado (los machos miden y pesan entre el 16% y 55% más que las hembras), siendo en este sentido único entre los delfines de río, en los cuales los machos son por lo general más grandes.
La contextura del cuerpo es robusta y fuerte pero bastante flexible. A diferencia de los delfines oceánicos, sus vértebras cervicales no están fusionadas, permitiéndole a la cabeza una amplia gama de movimientos. La aleta caudal es ancha y triangular; la aleta dorsal, que tiene forma de quilla, tiene poca altura, pero es muy alargada y se extiende desde la mitad del cuerpo hasta la región caudal. Las aletas pectorales son grandes y tienen forma de remo. La longitud de estas aletas le permiten realizar movimiento circulares dándole una maniobrabilidad excepcional para nadar a través de la vegetación en la selva inundada; sin embargo esta característica le disminuye la velocidad de nado.
El color del cuerpo varía con la edad. Los recién nacidos y jóvenes tienen un tinte gris oscuro; en la adolescencia se trasforma en gris claro y los adultos se tornan rosados, como consecuencia de la abrasión repetida de la superficie de la piel. Los machos tienden a ser más rosados que las hembras debido al traumatismo más frecuente por la agresión intraespecífica (entre individuos de la misma especie). El color de los adultos varía entre rosado sólido y moteado. En algunos adultos la superficie dorsal es más oscura; se cree que la diferencia en el color depende de la temperatura, transparencia del agua y la ubicación geográfica. Se tiene registro de un ejemplar albino que fue mantenido en cautiverio durante un año en un acuario de Alemania.
El cráneo de la especie es poco asimétrico comparado con los otros odontocetos. Tiene un hocico prominente, con 25 a 28 pares de dientes largos y delgados a cada lado de ambos maxilares. La dentición es heterodonta, es decir que las piezas dentales difieren en forma y longitud; los dientes anteriores son cónicos y los posteriores tienen rebordes en la parte interna de la corona. Sus ojos son pequeños, pero parecen tener buena visión dentro y fuera del agua. En la frente tiene un melón de tamaño pequeño, cuya forma puede modificar mediante control muscular cuando lo usa para ecolocalización.
Tiene un hocico prominente, largo y fino con 25 a 28 pares de dientes en las hemimaxilias. Los dientes delanteros son puntiagudos, mientras que los dientes posteriores son más planos y acopados. Los dos tipos del diente sirven diversas funciones: agarrar la presa y machacarla. Respiran cada 30 a 110 segundos. Lanzan un chorro de agua de hasta 2 metros de altura, por el orificio dorsal. La gestación dura 315 días, tras los cuales nace una cría que permanece dos años al lado de la madre.

## Biología y ecología

### Longevidad

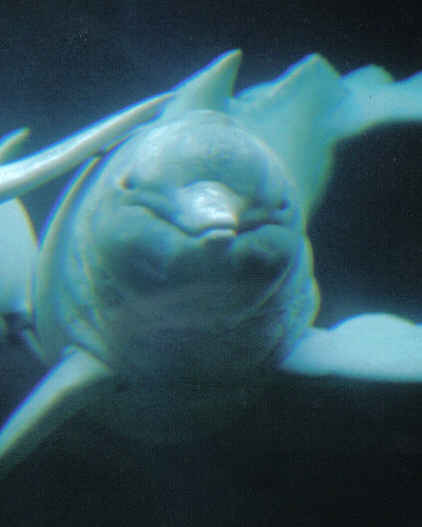
Delfín rosado llamado Apure, que logró sobrevivir más de cuarenta años y murió en cautiverio en el zoológico de Duisburgo, Alemania.

La esperanza de vida del delfín rosado en la naturaleza se desconoce, pero en cautiverio se ha registrado la sobrevida de individuos saludables por espacio de 10 a 31 años. Sin embargo, la longevidad promedio en animales cautivos es de solo 33 meses. Se calcula que un individuo llamado Apure en el zoológico de Duisburgo, Alemania, consiguió vivir más de cuarenta años, treinta y uno de los cuales permaneció en cautiverio. Otro individuo, al cual se le calculó aproximadamente 48 al momento de su muerte en el 2016, fue Dalia, la tonina del acuario de Valencia, en Venezuela.

### Comportamiento
El boto tiende a ser solitario y no es frecuente verlo en grupos. Cuando lo hacen se congregan en asociaciones de hasta cuatro individuos. Lo más frecuente es observar parejas madre-hijo, pero pueden estar formados por grupos heterogéneos o por machos exclusivamente. Ocasionalmente se observan congregaciones más grandes en zonas con alimento abundante, como en la desembocadura de los ríos, o también pueden hacerlo para descansar y socializar. Existe una segregación importante durante la temporada de lluvias, en la cual los machos se ubican en los cauces de los ríos, mientras las hembras y sus crías se localizan en las zonas inundadas; en la temporada seca no existe tal separación.
Los estudios en cautiverio han mostrado que el delfín rosado es menos tímido que el delfín mular, pero también menos sociable, muestra menor agresividad, es menos juguetón y demuestra menor comportamiento aéreo que este. Es muy curioso y es notable la falta de temor hacia objetos extraños. Sin embargo, es posible que en cautiverio no demuestre el mismo comportamiento que en su medio natural. En libertad exhiben variedad de comportamientos: sujetan los remos de los pescadores, se frotan contra los botes, arrancas plantas bajo el agua, arrojan palos y juegan con troncos, arcilla, tortugas, serpientes y peces.
Es un nadador lento; la velocidad más frecuente de desplazamiento varía entre 1,5 y 3,2 km/h, pero se han registrado velocidades máximas de entre 14 y 22 km/h y es capaz de nadar velozmente por largos periodos. Cuando emerge, la punta del hocico, el melón y la aleta dorsal aparecen simultáneamente sobre la superficie. Raramente sacan la cola del agua antes de realizar inmersiones. También pueden agitar las aletas, sacar la aleta caudal y la cabeza sobre el agua, esto último lo hacen para observar el entorno; raramente ejecuta saltos sobre la superficie, pero los jóvenes pueden hacerlo separándose del agua hasta un metro. Son más difíciles de entrenar que la mayoría de los otros delfines.

### Reproducción
Las hembras alcanzan la madurez entre los seis o siete años y una talla de 1,75 a 1,80 metros. Los machos lo hacen mucho más tarde, cuando alcanzan aproximadamente dos metros de longitud. La época de reproducción es estacional y coincide con la temporada seca, cuando el nivel del agua es bajo. El periodo de gestación se prolonga durante once meses y la época de nacimientos ocurre durante la temporada de inundaciones. Las crías al nacer pesan 80 kg y la etapa de lactancia se prolonga hasta por un año, con intervalos de dos a tres años entre cada embarazo.
Antes de determinar que la especie tenía un marcado dimorfismo sexual, se postuló que los botos eran monógamos. Posteriormente se demostró que los machos eran más grandes que las hembras y se les documentó esgrimiendo un comportamiento sexual muy agresivo en su medio natural y en cautiverio. Los machos presentan un grado importante de daño en las aletas dorsales, caudales, pectorales y el espiráculos debido a mordidas y abrasiones, en forma adicional a las numerosas cicatrices secundarias al rastrilleo de dientes. Esto sugiere una competencia feroz por el acceso a las hembras. Esto parece indicar un sistema polígamo de apareamiento, pero la poliandria y promiscuidad no pueden descartarse.
En animales cautivos se ha documentado cortejo y juego previo al apareamiento. Los machos toman la iniciativa mordisqueando las aletas de la hembra, pero en el caso en que la hembra no sea receptiva, puede reaccionar agresivamente. Se ha observado una alta frecuencias en las copulaciones, en una pareja en cautiverio se contaron 47 en el plazo de 3,5 horas, utilizando para ello tres posiciones diferentes: contactando el vientre en ángulo recto, yaciendo paralelamente cabeza a cabeza o cabeza a cola.
La temporada de reproducción es estacional y los nacimientos ocurren entre mayo y junio. El periodo de los nacimientos coincide con la temporada de inundaciones y es posible que esto proporcione una ventaja debido a que las hembras y sus crías permanecen en las áreas inundadas más tiempo que los machos. En cuanto el nivel de agua empieza a decrecer, la densidad de presas en los sectores inundados aumenta debido a la pérdida de espacio, ofreciendo a los lactantes la energía necesaria para suplir las altas demandas requeridas para el crecimiento. El periodo de gestación se estima en once meses y los partos en cautiverio toman de 4 a 5 horas. Nace una cría por cada gestación y una vez roto el cordón umbilical la madre ayuda al neonato a salir a la superficie para respirar. Al momento de nacer miden 80 cm de largo y en cautiverio se has registrado un crecimiento de 0,21 m por año. El periodo de lactancia toma cerca de un año y se ha registrado hembras preñadas que continúan lactando. El intervalo entre nacimientos se estima entre los 15 y 36 meses, y la duración de la crianza se prolonga de dos a tres años.
La duración relativamente prolongada de la lactancia y la crianza sugiere un fuerte vínculo madre-hijo. La mayoría de las parejas observadas en su medio natural están constituida por una hembra y su cría. Esto sugiere que los largos periodos de cuidado parental contribuyen al aprendizaje y desarrollo de joven, como lo hace el delfín mular (Tursiops truncatus).

### Dieta

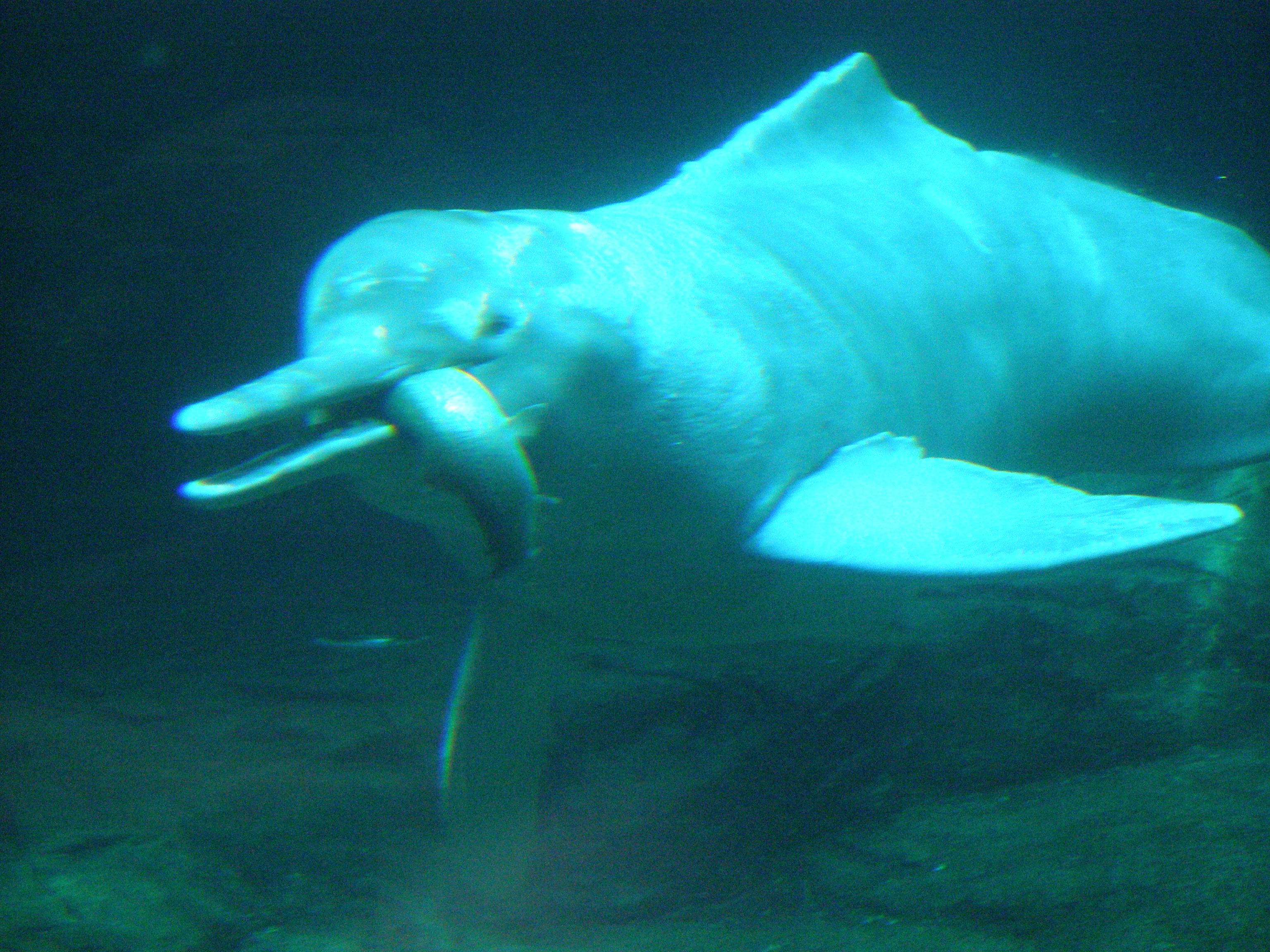
Boto alimentándose.

La dieta del boto es la más diversa de la observada en cualquier otro odontoceto. Esta se compone de al menos 43 especies diferentes de pez agrupadas en 19 familias. El tamaño de las presas oscila entre los 5 y 80 cm, con un promedio de 20 cm. Los peces consumidos con mayor frecuencia pertenecen a las familias Sciaenidae (corvinas), Cichlidae y Characidae (tetras y pirañas); pero su dentadura heterodonta le permite acceder a presas provistas de caparazón como tortugas de río (Podocnemis sextuberculata) y cangrejos (Poppiana argentiniana). Su dieta es más diversa durante la estación húmeda, cuando los peces se esparcen en las zonas inundadas fuera de los cauces fluviales y se hacen más difíciles de atrapar, y se vuelve más selectiva durante la estación seca cuando la densidad de presas es mayor.
Usualmente se alimentan solos y son activos durante el día y la noche; sin embargo, cazan de forma predominante entre las 6:00 y 9:00 h y entre las 15:00 y 16:00 h; consumen cerca del 5,5% de su peso corporal al día. A menudo se ubican cerca a las caídas de agua y en la desembocadura de los ríos, momento en el cual se disgregan los cardúmenes de peces haciendo más fácil su captura. También se aprovecha de las perturbaciones hechas por los botes para atrapar a sus presas desorientadas. En ocasiones, incluso se asocian con los tucuxis (Sotalia fluviatilis) y las nutrias gigantes (Pteronura brasiliensis) para cazar en forma coordinada; reúnen y atacan los bancos de peces al mismo tiempo. Aparentemente, existe poca competencia por el alimento entre estas especies, ya que cada una de ellas prefiere presas diferentes. También se ha observado que los botos en cautiverio comparten el alimento.

### Comunicación
La especie, al igual que los otros delfínidos, utiliza silbidos tonales para comunicarse. La emisión de estos sonidos se relaciona con el momento en que regresan a la superficie, antes de realizar inmersiones, sugiriendo que tienen que ver con la alimentación. Los análisis acústicos han revelado que las vocalizaciones son distintas en estructura a los silbidos típicos de los integrantes de los delfínidos, incluyendo al de su pariente el tucuxi.

## Distribución y población

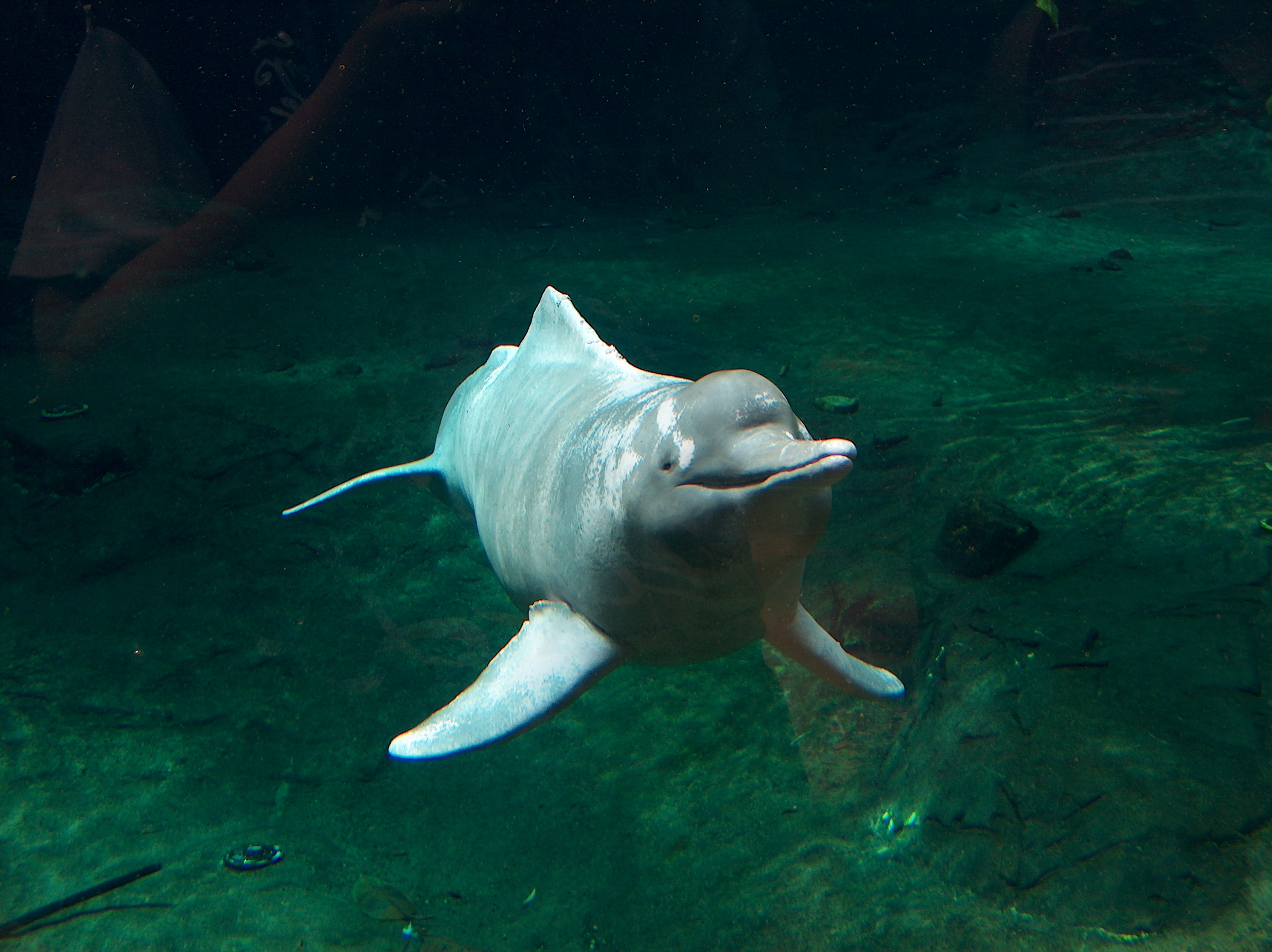
Boto inspeccionando el entorno, en el Río Orinoco.

El boto es el delfín de río más abundante; tiene un rango amplio de distribución dentro de su hábitat de agua dulce. Tiene presencia en seis países de América del Sur: Bolivia, Brasil, Colombia, Ecuador, Perú y Venezuela, en un área que comprende alrededor de siete millones de km². Habita todo el trayecto del río Amazonas y sus principales tributarios, incluso afluentes pequeños y lagos aledaños, desde su desembocadura cerca a Belén, hasta su origen en los ríos Marañón y Ucayali en Perú. Sus límites están establecidos por caídas de aguas infranqueables, como las de los ríos Xingú y Tapajós en Brasil, y aguas muy poco profundas. Una serie de rápidos y caídas de agua en el río Madeira han aislado la población, reconocida como la subespecie I. g. boliviensis, al sur de la cuenca del Amazonas, en Bolivia.
El boto también se distribuye en la cuenca del río Orinoco, a excepción del río Caroní y la parte alta del río Caura en Venezuela. La única conexión entre el Orinoco y el Amazonas es a través del canal del Casiquiare. La distribución de los delfines en los ríos y zonas aledañas dependen de la época del año; en la temporada seca se ubica en el cauce de los ríos, pero en la época de lluvias, cuando los ríos de desbordan, se dispersan a las zonas inundadas, tanto al bosque (igapó) como a la llanura (varsea) inundados.
Los estudios para estimar la población de botos son de difícil análisis, debido a la diferencia en la metodología utilizada. En un estudio realizado en el tramo del Amazonas llamado río Solimões, con una longitud de 1200 km entre la ciudad de Manaus y Tabatinga, el total de individuos avistados fue de 332±55 por cada inspección y la densidad fue estimada en 0,08-0,33 animales por km² en los canales principales, y de 0,49-0,93 animales por km² en los ramales. En otro estudio realizado en un tramo de 120 km en la confluencia de Colombia, Brasil y Perú, se observaron 345 individuos con una densidad de 4,8 en los tributarios, 2,7 alrededor de las islas y 2,0 a lo largo de la ribera. Adicionalmente se realizó otro estudio en el Amazonas a la altura de la desembocadura del río Caquetá durante seis días. Como resultado de los estudios realizados, se encontró que la densidad es más alta en las riberas de los ríos con 3,7 botos por km², disminuyendo hacia el centro del río. En estudios realizados durante la época de lluvias la densidad observada en las planicies inundadas fue de 18 animales por km², mientras en las riberas de ríos y lagos oscilaba entre 1,8 a 5,8 individuos por km². Estas observaciones sugieren que el delfín rosado se encuentra en densidad más alta que cualquier otro cetáceo.
En 2002 se contaron 208 bufeos en el río Tijamuchi, Bolivia. En 2004, se estableció que la población del curso medio del Amazonas se estructuraba sobre la base de los sistemas de planicies inundables, con un intenso movimiento entre estos. Se estimó una población de 13 000 botos en los 11 240 m² de la Reserva de Desarrollo Sostenible Mamiraua, la cual cubre un estimado de 11%-18% de hábitat de várzea en Brasil.
A pesar de su abundancia, un estudio publicado el año 2021, predijo un declive en las poblaciones de boto en Brasil del 95% en los próximos 50 años. El estudio se basó en la creación de diferentes modelos para evaluar la tendencia poblacional de esta especie y para ello se basó en datos, tanto de la tasa reproducción, como de supervivencia de individuos que habitan cerca de la reserva de Mamirauá, en el estado de Amazonas, Brasil, obtenidos en un periodo de 23 años (1994-2018). Los modelos concluyeron que la población presenta un declive anual del 5.5%, siendo este un valor muy parecido al valor promedio de 5.48 observado durante más de 22 años.

## Hábitat natural

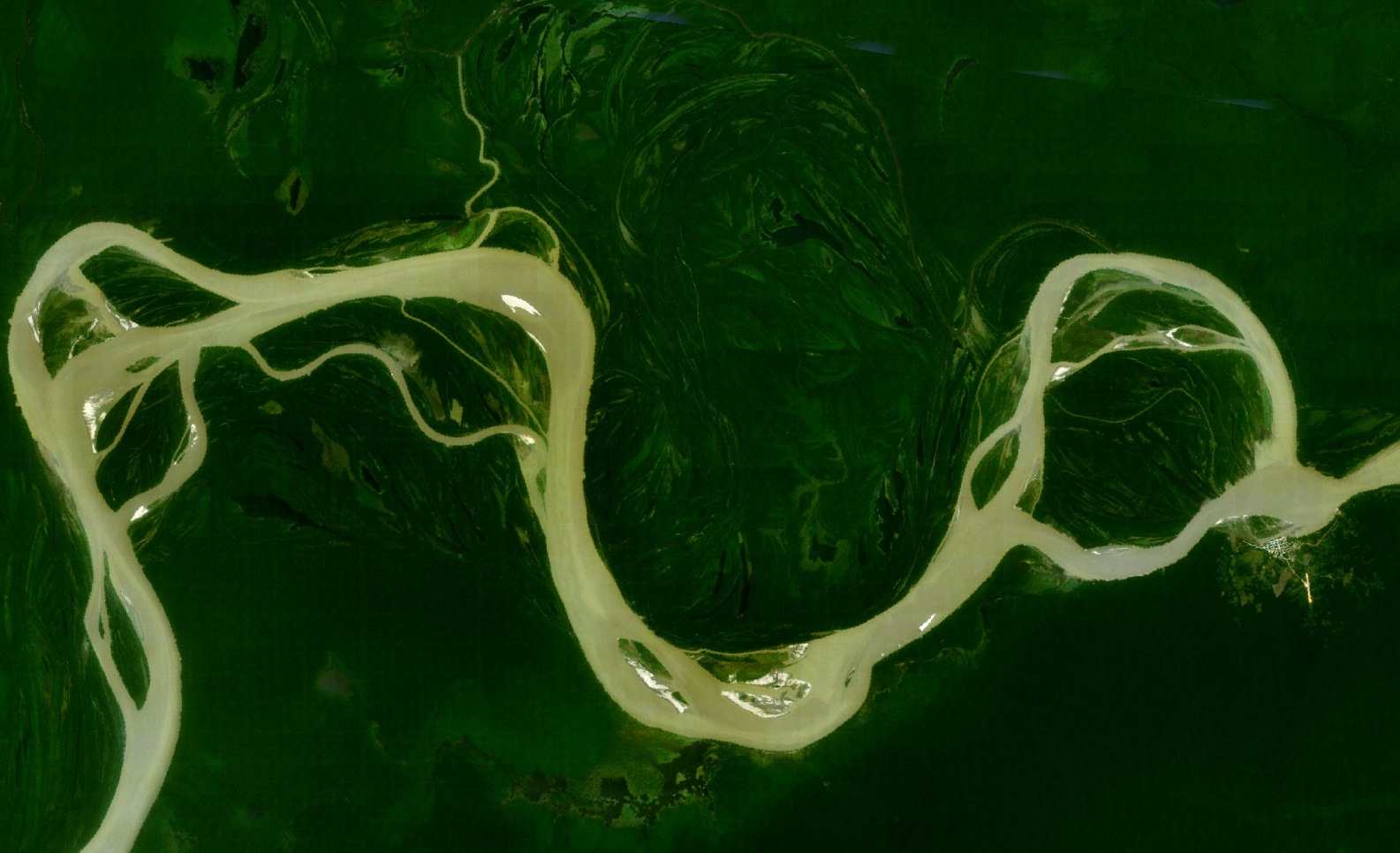
Brazo principal del río Amazonas cerca a Fonte Boa, Brasil. Se observan las múltiples zonas inundables, lagunas y canales menores, hábitat del delfín rosado a lo largo del año.

Dentro de las cuencas fluviales en las que hace presencia el delfín rosado, se ubica en casi todos los hábitats, incluyendo los cursos principales de los ríos, canales, desembocaduras de los afluentes, lagos y al final de los rápidos y caídas de agua. Los cambios cíclicos en el nivel de los ríos durante las temporadas de lluvias y sequía a lo largo del año, determinan directamente que áreas pueden ser ocupadas y la disponibilidad de alimento. Durante la estación seca, la especie se sitúa en los cauces principales de los ríos, debido a que los canales menores tienen muy poca profundidad y las presas se ubican a lo largo de las márgenes de los ríos. Durante la temporada de lluvias, los botos pueden desplazarse con facilidad a los tributarios más pequeños, a la selva y planicies inundadas.Habitan en los principales afluentes del río Amazonas, el Orinoco y el Madeira. 
Los machos y hembras parecen tener preferencia selectiva de hábitat; los machos regresan a los canales principales de los ríos cuando todavía los niveles de agua permanecen elevados, mientras las hembras y sus crías continúan en las zonas inundadas por más tiempo. La razón que el dúo madre-hijo permanezca más tiempo puede obedecer a múltiples razones. Las aguas más quietas permiten a los jóvenes descansar, lactar y propicia la consecución de alimento en un ambiente calmado, lejos de las corrientes fluviales. También disminuye el riesgo de agresión por parte de los machos hacia las crías y la depredación por parte de otras especies. ¿Los delfines que habitan el sur del Lago de Maracaibo, concretamente en la zona de Ologa y El Congo,son delfines rosados o son Tucuxi ?  Su único depredador se incluye el jaguar.

### Migración
En la Reserva Nacional Pacaya Samiria, Perú,se ha recurrido a la foto-identificación para reconocer los individuos,basado en los patrones de pigmentación,cicatrices y anormalidades en el pico. Se reconocieron 72 ejemplares, de los cuales se volvieron a observar 25 entre 1991 y 2000.Los intervalos entre cada avistamiento variaron entre un día y 7,6 años.El rango máximo de movimiento fue de 220 km, con un promedio de 60,8 km. La mayor distancia recorrida en un día fue de 120 km, con un promedio de 14,5 km. En un estudio previo llevado a cabo al centro del río Amazonas, se observó que los delfines se movían solo algunas decenas de kilómetros entre la temporada de sequía y la época de inundaciones. Sin embargo, a tres de los 160 animales reseñados se les observó a más de 100 km del sitio donde fueron registrados.

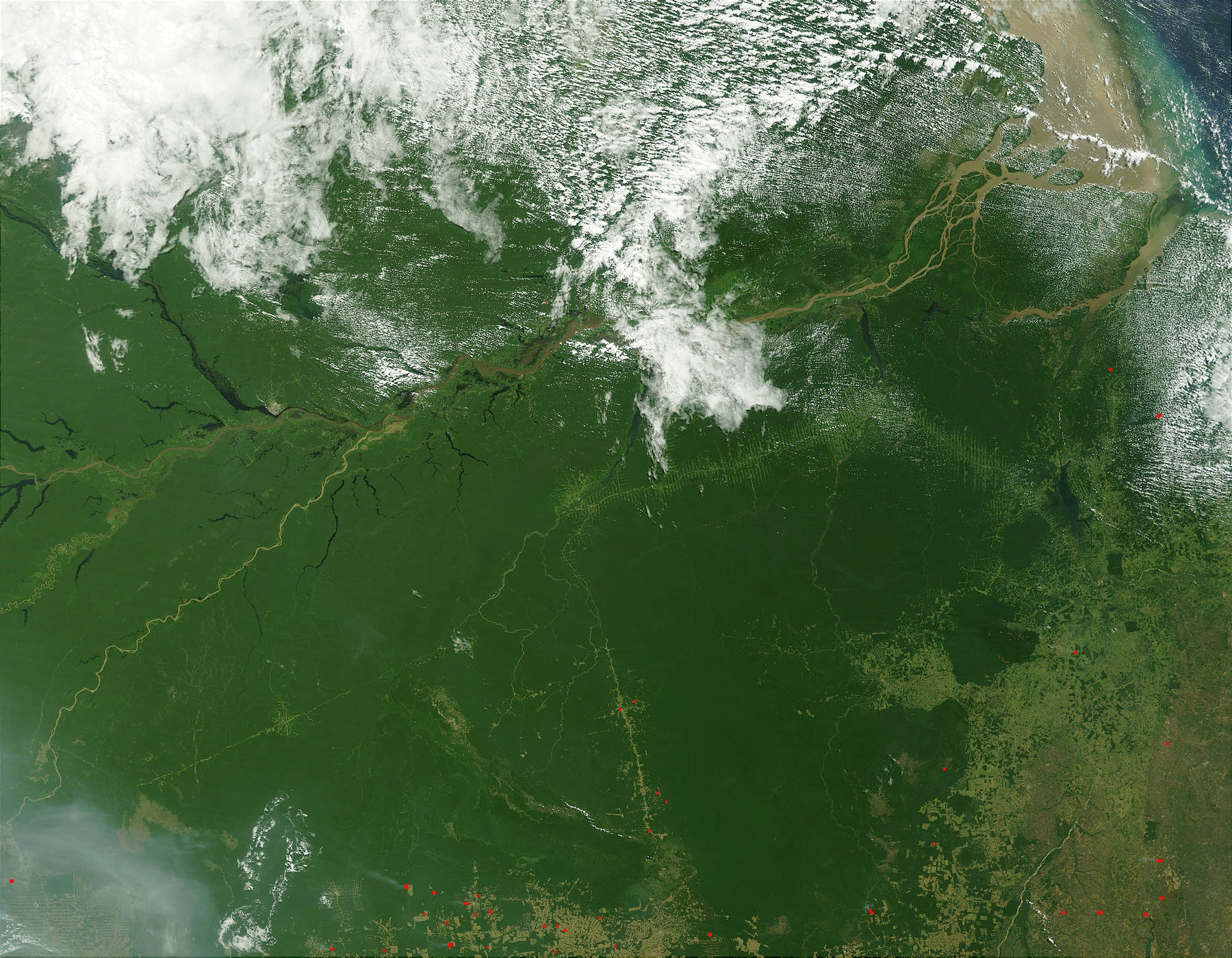
Imagen satelital del noreste de la selva amazónica, se aprecia la creciente intervención humana con áreas de deforestación cultivadas y vías de comunicación.

## Conservación
En 2008, la especie fue catalogado por la lista roja de especies amenazadas en la Lista Roja de la UICN como en estado DD (datos insuficientes). La especie fue previamente catalogada como «vulnerable» pero se cambió el estado debido al monto limitado de información actual disponible sobre amenazas, ecología y tendencia de la población. En las áreas donde los delfines se han estudiado parecen bien extendidos y relativamente abundantes. Sin embargo estas áreas representan solo una pequeña proporción de la distribución total de la especie y a menudo son sitios donde están protegidos. No obstante, las informaciones de estas áreas pueden no ser representativas y puede no ser válida a largo plazo.
Sin embargo, por la contaminación y destrucción paulatina de la selva amazónica y debido a la vulnerabilidad de la especie se han tomado medidas para su protección en todos los países que habita. Sus mayores enemigos son la deforestación y aquellas actividades humanas que contribuyen a perturbar y alterar su medio ambiente. Una fuente de preocupación estriba en la dificultad que representa mantener ejemplares en cautiverio con vida, debido a la agresión intraespecífica y escasa longevidad. Por ello si la población del boto llegase a disminuir hasta niveles peligrosos en la naturaleza, correría un riesgo aún más alto de extinguirse por la dificultad de mantenerlo largo tiempo en cautividad.
En 2008, la Comisión Ballenera Internacional (CBI) expresó preocupación por la captura de botos para utilizarlos como cebo en la Amazonia Central, lo cual es un problema emergente que se ha extendido a gran escala. La especie está incluida en el Apéndice II de la Convención sobre el Comercio Internacional de Especies Amenazadas de Fauna y Flora Silvestres (CITES), y en el Apéndice II del Convenio sobre la Conservación de Especies Migratorias de Animales Salvajes.
De acuerdo a la evaluación por parte del Comité Científico de la Comisión Ballenera Internacional en 2000, la población del boto parece ser grande y existe escasa o ninguna evidencia de decrecimiento de la población en número y área de distribución. Sin embargo, se reconoce la creciente intervención humana sobre su hábitat y se espera que en el futuro la consecuencia más probable sea la disminución de su rango y población. Por ellos se emitieron una serie de recomendaciones para garantizar el seguimiento apropiado a la especie, entre las cuales figura la implementación y publicación de estudios sobre la estructura de las poblaciones, la elaboración de un registro de la distribución de la especie, documentación sobre amenazas potenciales como la magnitud de operaciones pesqueras y ubicación de oleoductos, registros más detallados sobre los riesgos, distribución, cantidad de cada una de las poblaciones.

### Amenazas
Caza y muertes deliberadas
Puede decirse que por lo general la especie ha sido protegida y respetada en el pasado; sin embargo, existen registros del uso de su aceite como fuente de luz por parte de los colonos portugueses. Los indígenas mura cazaban botos cerca de Manaus, Brasil; durante el siglo XIX y los tikuna y cocama los capturaban cerca a Leticia, Colombia y en el bajo Ucayali, respectivamente, por lo menos hasta la década de 1950. También se han utilizado los productos de ejemplares capturados accidentalmente para fabricar medicinas y como amuletos de amor. En los mercados de la Amazonia se comercializan ojos de «boto», pero los análisis moleculares han demostrado que provienen del delfín costero (Sotalia guianensis), al cual se le llama «boto» en algunas regiones.
En el departamento del Beni, Bolivia, se reportó la caza de la especie por medio de rifles y redes. En 1996, se adelantó una investigación para cuantificar el número de capturas incidentales y la comercialización de productos del delfín rosado, los resultados mostraron que las capturas son efectivamente accidentales y solo una pequeña cantidad de estos cadáveres son utilizados con propósitos comerciales.
En la Amazonia colombiana algunos pescadores han matado botos (mediante arpones, disparos y envenenamiento) para impedir al interacción con los aparejos de pesca. En la cuenca del Orinoco y la Amazonia peruana existen algunos reportes de muertes, debido también aparentemente a la interacción con los pescadores.
En el río Amazonas los delfines rosados han aprendido a tomar ventaja de algunas actividades pesqueras. Pueden romper las redes de pesca (en especial redes de cerco tipo lámpara) causando pérdidas considerables de peces y daños a los aparejos de pesca. También se reúnen para alimentarse de peces aturdidos por el uso ilegal de dinamita. En ambas circunstancias los pescadores pueden optar por matar los delfines.
Captura accidental
La implementación de redes de pesca de nailon ha incrementado las capturas accidentales en la especie. Desde mediados de la década de 1990 se difundió su uso para capturar «piracatinga» (Calophysus macropterus), convirtiéndose en la peor amenaza para la especie. Otra amenaza se deriva de la construcción de centrales hidroeléctricas en los principales tributarios del Amazonas, disminuyendo la disponibilidad de ciertas especies de pescado. Adicionalmente, las represas aíslan diferentes poblaciones, disminuyendo el intercambio genético y aumentando la posibilidad de extinciones locales.
Pesca excesiva
El uso de redes de malla de nailon se encuentra extendido en toda la Amazonia y con la presión ejercida por la pesca la competencia entre delfines y pescadores es más intensa. Sin embargo en el centro del Amazonas esta competencia es todavía mínima. Los análisis de la dieta en el boto han demostrado, que solo el 43% de las 53 especies incluidas en su menú son comercializados y que los peces capturados no tienen la talla suficiente para tener interés comercial.
Degradación del hábitat

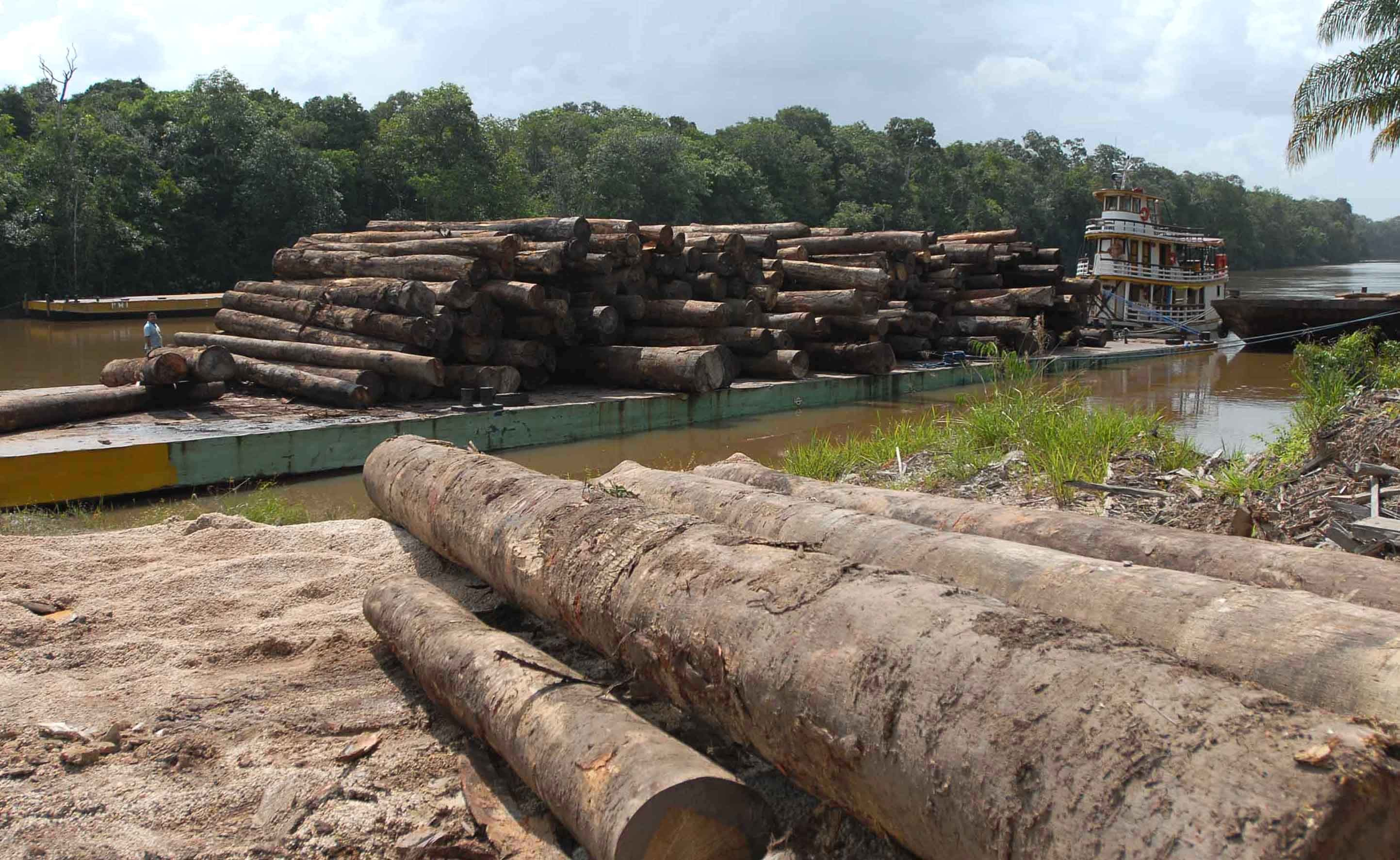
Madera producto de la deforestación de la selva amazónica, una de la consecuencia de la presencia humana en el área de distribución del boto, con la consecuente pérdida de su hábitat.

Los humanos se están expandiendo rápidamente a través del área de distribución de la especie, especialmente en Colombia y Brasil. La presencia de estos pobladores implica un incremento en las actividades agrícolas, deforestación, hatos ganaderos y plantaciones. La deforestación de planicies inundables para actividades agrícolas y la industria maderera, afectan el ciclo hidrológico y ecosistema ribereño. Una de las peores consecuencias de la deforestación es la disminución del desarrollo de poblaciones de peces, lo que redunda en un suministro restringido de alimento para los delfines y otros depredadores.
Otra causa potencial de alteración del hábitat, es la construcción de centrales hidroeléctricas. Estas estructuras suponen un obstáculo para las migraciones de la especie y de sus presas, limitando el acceso al alimento y propiciando el aislamiento entre las diferentes poblaciones. Además, las poblaciones atrapadas detrás de estas barreras están expuestas a un ambiente inadecuado, con bajas concentraciones de oxígeno, disminución del pH y menos alimento. En el río Formosa se han reportado varamientos a consecuencia de los cambios en el nivel del agua por la desviación de los cauces para irrigación.
En Colombia, la explotación y producción de petróleo también representa una amenaza potencial para la especie. Esto ha ocurrido durante las últimas décadas, como resultado de los múltiples derrames de crudo a causa de los atentados guerrilleros contra oleoductos en la Amazonia y Orinoquia del país. Algunos de ellos han sido muy extensos con resultados no cuantificados.
Por último, el cambio climático, parece ser otra de las amenazas que destruyen el hábitat que esta especie ocupa. En septiembre de 2023, y durante 10 días, científicos del Instituto de Desarrollo Sostenible de Mamirauá, reportaron la muerte de más de 150  botos, así como tucuxis, en el Lago Tefé, Brasil. A pesar de que la causa de la muerte de estos animales no es clara, científicos del Instituto de Desarrollo Sostenible de Mamirauá hipotetizaron la posibilidad de que estas estuviesen causadas tanto por las altas temperaturas a las que llegó el lago durante aquellos días (llegando a máximas de 39,1 °C), así como la falta de agua del mismo a causa de la sequía que ha padecido la región, ambas siendo consecuencias tanto del cambio climático, como el evento de El Niño que comenzó ese mismo año.
Polución
En la Amazonia y Orinoquia, se ha incrementado el uso de grandes cantidades de plaguicidas en actividades agrícolas. La contaminación con metales pesados en el Amazonas proviene de las minas de oro que utilizan mercurio en forma incontrolada;el mercurio se utiliza para separar este metal de roca circundante
Los efluentes de las plantas de celulosa son también una fuente potencial de contaminación. Sin embargo, la concentración de mercurio (176 ng/ml) hallada en la leche de una hembra capturada en el río Amazonas cerca de Manaos, Brasil, estaba cerca del nivel mínimo de envenenamiento por mercurio en mujeres adultas no embarazadas. Esto sugiere que al menos en esta parte del río, la contaminación es baja.
Depredadores
No existen registros de depredadores naturales de los botos, pero el caimán negro (Melanosuchus niger), el tiburón toro (Carcharhinus leucas), la anaconda (Eunectes murinus) y el jaguar (Panthera onca) en algún momento podrían capturar a un boto. Algunos animales poseen cicatrices en forma de medialuna atribuidas a peces gato de las familias Cetopsidae y Trichomycteridae.

## Relación con los humanos

### Cautiverio
El delfín rosado, principalmente desde la década de 1950 y hasta principios de la década de 1970, fue puesto en cautiverio en diversos acuarios a través del mundo. La primera captura reportada fue en 1956, en Leticia, Colombia, al ser tomados cuatro ejemplares para ser exportados a Estados Unidos, desde entonces y hasta 2002, 140 ejemplares se habían enviado a este país, 5 a Europa y dos a Japón. La especie tiene la reputación de ser muy frágil al cautiverio; sin embargo, algunos ejemplares nacidos en acuarios e individuos sustraídos de su medio natural, han logrado sobrevivir por muchos años.
Patologías
En un estudio publicado en 2006, se reportó la causa de muerte en cautiverio, entre 1956 y 2006,  establecida según los reportes médicos, necropsia y estudios histopatológicos. Entre los animales nacidos en su medio natural, la mortalidad fue más alta los dos primeros meses posterior a su captura, sumado 32 del total de las muertes. El hallazgo más frecuente fueron las neumonías de diferente origen y lesiones cutáneas como úlceras y abscesos, en el 42% y 36% respectivamente. En 21 de estos animales se encontró caquexia evidente. Quince animales tenían evidencia de patología renal y fue la principal causa de muerte en trece de ellos. Se documentó patología renal en 18 casos y sepsis ocasionada por bacterias se confirmó mediante estudio histológico en 16 muertes. De las lesiones cutáneas se cultivó con más frecuencia Streptococcus y Escherichia coli, y en menor cuantía Proteus, Pseudomonas, Klebsiella, Alcaligenes.
En animales cautivos en Estados Unidos se ha documentado un síndrome cutáneo caracterizado por la presencia de abscesos de aspecto nodular y lento crecimiento, secundario a infección por Streptococcus iniae y bacterias Gram negativas, con escasa respuesta al tratamiento con antibióticos. El manejo quirúrgico asociado a tratamiento intensivo con antibióticos proporciona una mejoría gradual del cuadro clínico. Streptococcus iniae puede ser responsable de enfermedades dermatológicas crónicas de los delfines rosados.

### Mitología
El delfín rosado hace parte del folclore de los habitantes de la Amazonia y se conocen algunas leyendas y mitos a lo largo de su distribución. Estas leyendas generalmente le atribuyen poderes sobrenaturales. En algunas regiones se cree que los espíritus de las personas ahogadas quedan atrapados en los botos. Pero la leyenda más difundida circula sobre su actividad, especialmente sobre su personificación humana y las relaciones entre delfines y mujeres. Por ejemplo, en la Amazonia se cree que el delfín rosado se transforma por la noches de luna llena en un apuesto varón, llegando a las fiestas y bailes para seducir y luego robarse a las mujeres, con la intención de reproducirse. Se advierte a las doncellas locales tener cuidado si se encuentran con un hombre apuesto vestido de blanco, ya que puede tratarse de un boto. Este mito se utiliza para justificar embarazos fuera del matrimonio. Esta trama se recreó en la película brasilera, El, el boto, exhibida en 1987.

### Heráldica

Delfín rosado en el escudo de la ciudad Leticia.

El uso de delfines rosados en la heráldica es muy raro y no está documentado ampliamente en fuentes tradicionales. Sin embargo, el delfín rosado, conocido como boto o delfín del Amazonas, no tiene un uso establecido en la heráldica clásica europea. Su inclusión corresponde a una adaptación moderna o una representación específica relacionada con la fauna de los ríos sudamericanos y puede encontrarse en los blasones de municipios como Leticia o San José del Guaviare. 

## Galería

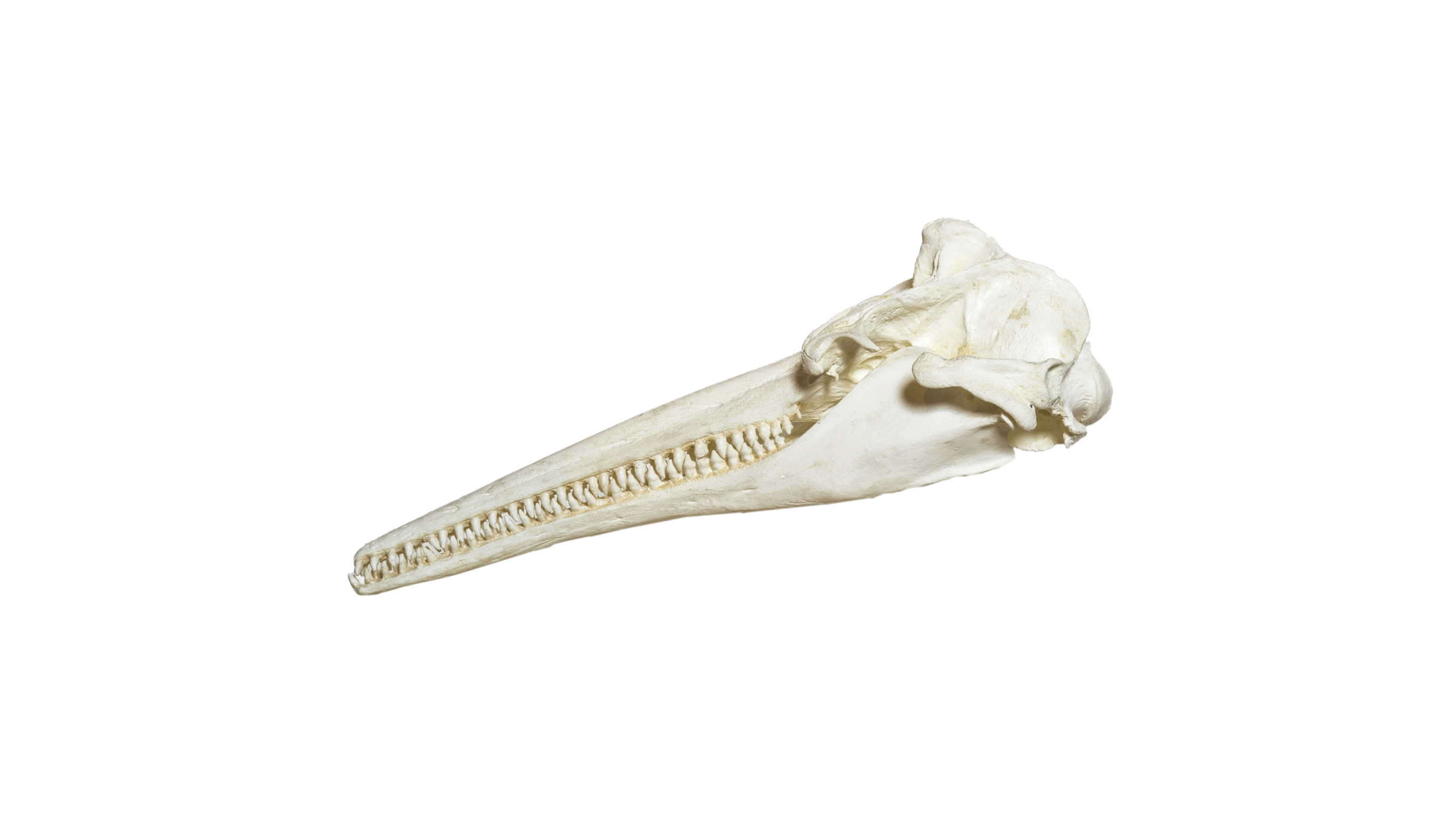
Cráneo delfín rosado (Inia geoffrensis).
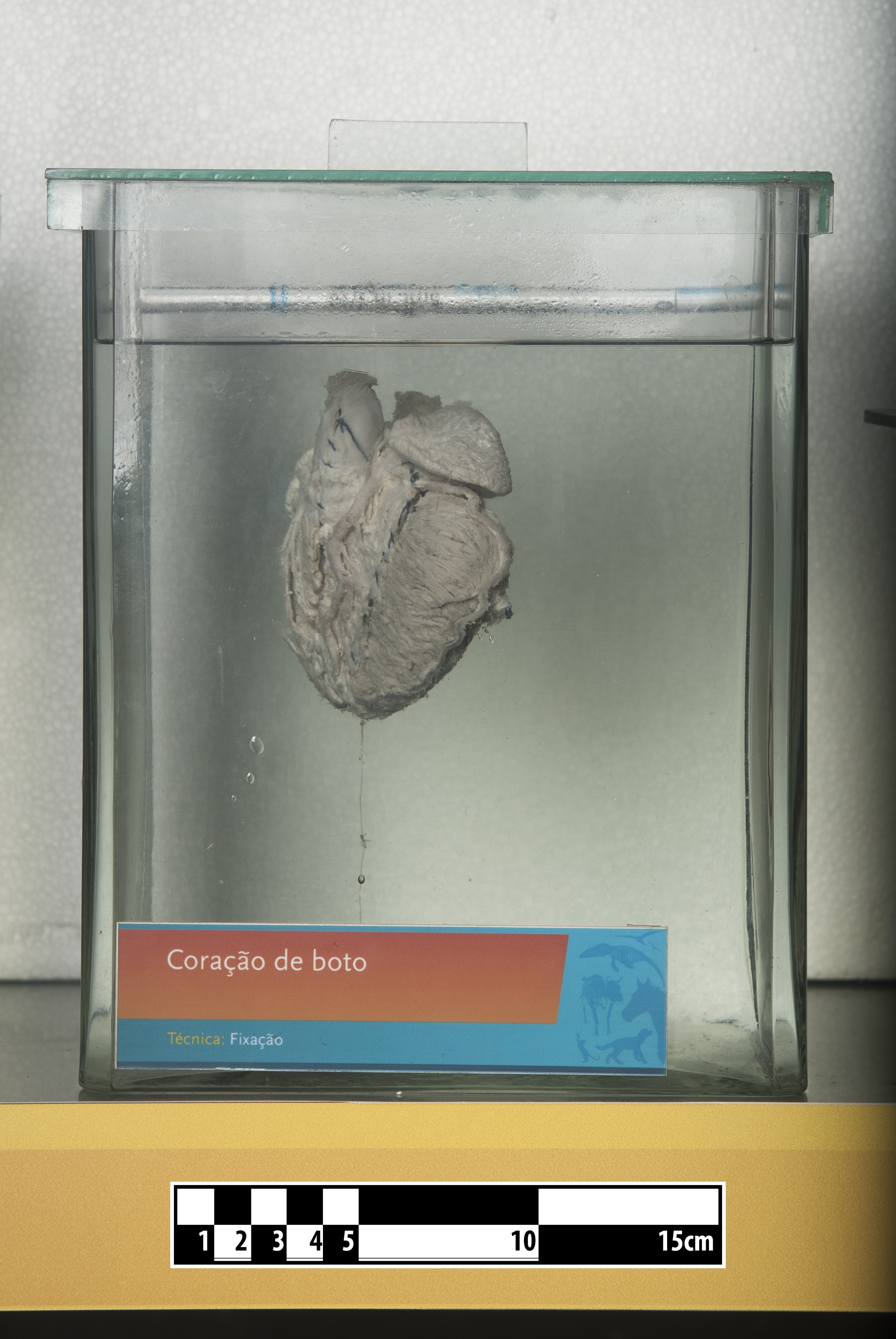
Corazón del delfín rosado.
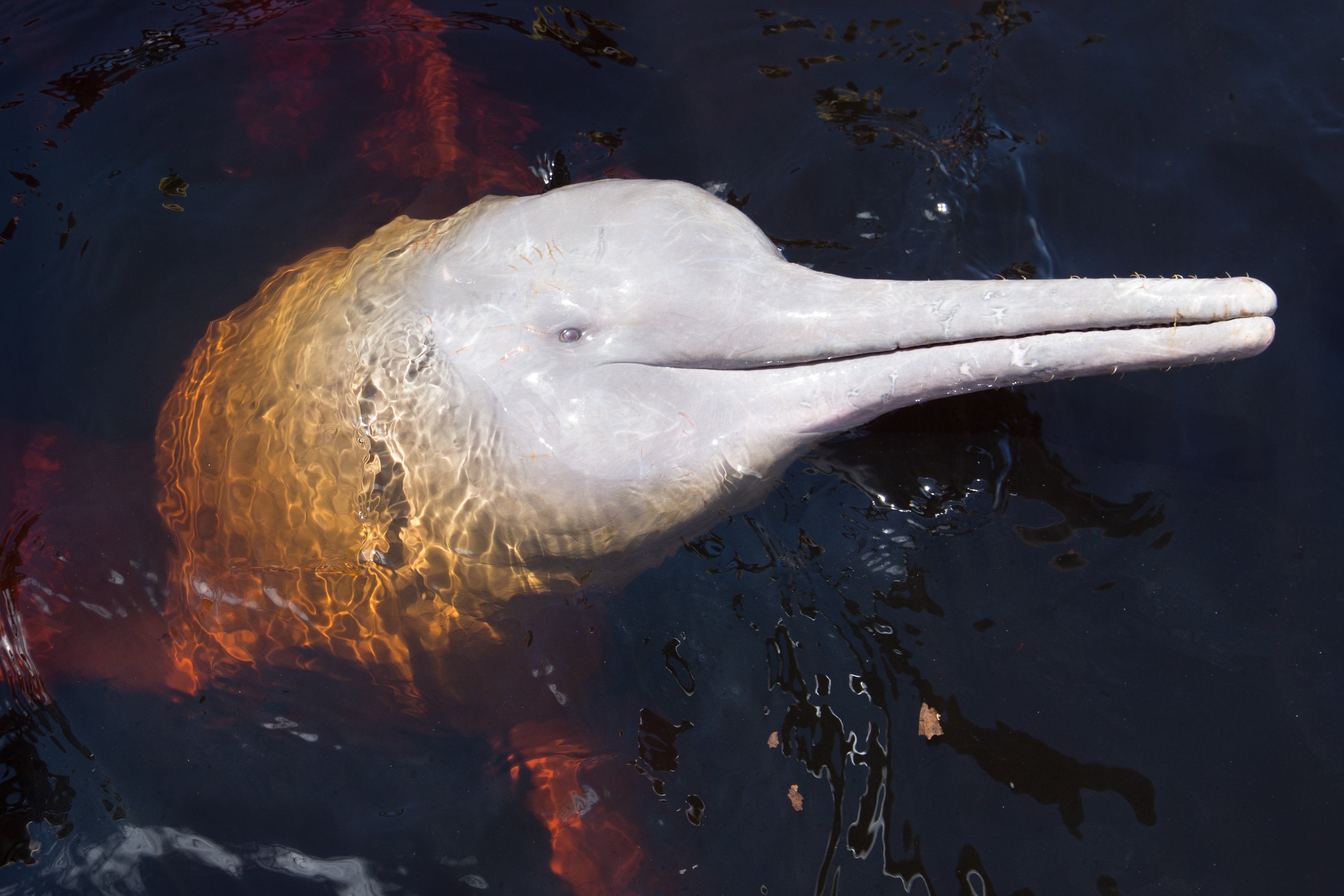
Delfín rosado (Inia geoffrensis).